# 施普靈湖
52°10′36″N 13°59′37″E / 52.17667°N 13.99361°E

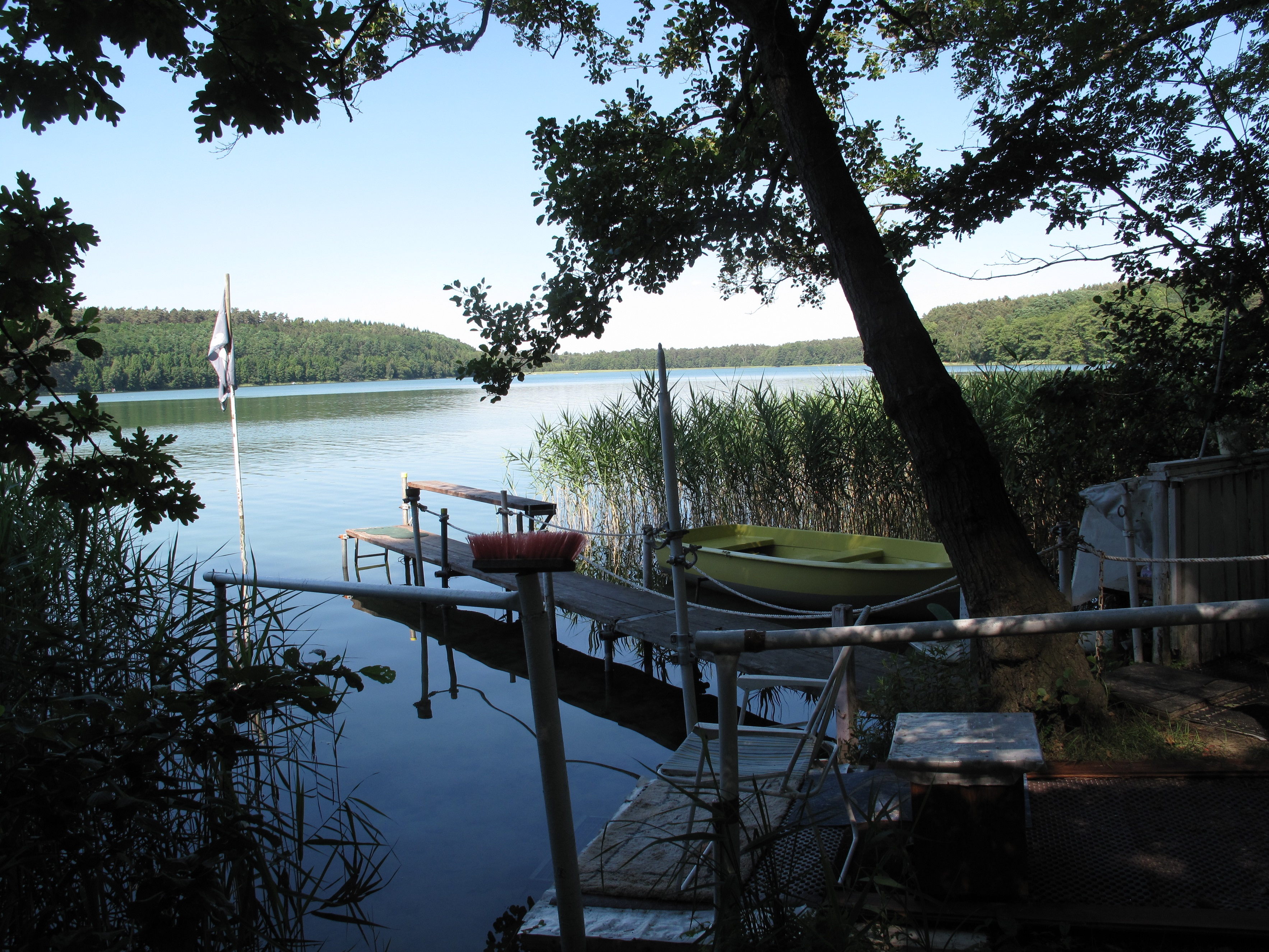

施普靈湖（德語：Springsee），是德國的湖泊，位於該國西南部，由勃蘭登堡州負責管轄，處於奧得-施普雷縣，長1.4公里、寬0.6公里，面積0.58平方公里，海拔高度39米，平均水深10.3米，最大水深19.0米，水體容量600萬立方米。